# Ulica Władysława Umińskiego w Warszawie
Ulica Władysława Umińskiego – ulica w Warszawie na Gocławiu w dzielnicy Praga-Południe. 

## Przebieg
Ulica ma dość specyficzny przebieg, gdyż jest jednym z czterech łuków (północno-wschodnim, pozostałe to ul. Meissnera, ul. Jugosłowiańska i ul. Abrahama) ograniczających cztery osiedla Gocławia – Orlik, Wilgę, Iskrę i Jantar. Rozpoczyna się przy skrzyżowaniu z ul. Bora-Komorowskiego i dochodzi do ul. gen. A.E. Fieldorfa „Nila”. 
Ulica jest dwujezdniowa, po obu jej stronach znajdują się ścieżki rowerowe.

## Historia
Ulica została wytyczona w drugiej połowie lat 70. XX wieku razem z pozostałymi ulicami na Gocławiu, w związku z likwidacją Lotniska Gocław. Początkowo nosiła nazwę ulicy Franciszka Jóźwiaka, w latach 80. została podzielona na 4 odcinki: ul. Janusza Meissnera (Osiedle Jantar), ul. Jugosłowiańska (Osiedle Iskra), ul. Franciszka Jóźwiaka (Osiedle Orlik) i ul. Władysława Umińskiego (Osiedle Wilga). 
Nazwa ulicy upamiętnia Władysława Umińskiego.